# Clé berlinoise
Pour les articles homonymes, voir Clé et berlinoise.

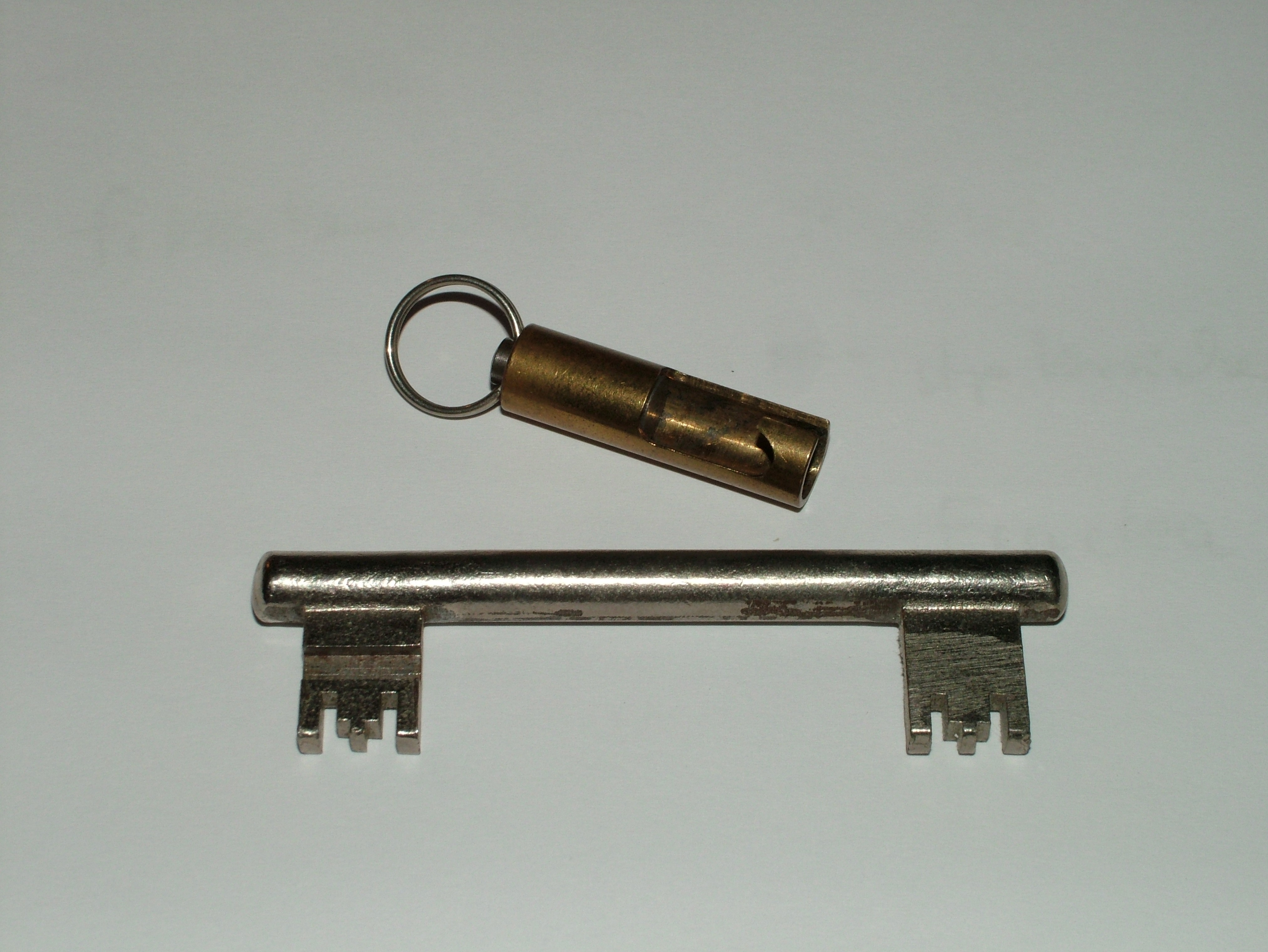
Clé berlinoise

La clé berlinoise (en allemand Durchsteckschlüssel, Berliner Schlüssel ou Doppelschlüssel) est un type de clé de serrure très particulier propre à la ville de Berlin, en Allemagne. 
Sa particularité est de posséder deux pannetons (parties destinées à actionner le pêne de la serrure). Après avoir déverrouillé la serrure, il faut récupérer la clé de l'autre côté de la porte et refermer celle-ci. Également appelée « Schließzwangschlüssel », en français « clé pour contraindre à la fermeture », cette clé avait en effet été inventée pour obliger les habitants d'un logement à refermer la porte après l'avoir ouverte. Le mécanisme est tel qu'il est impossible de retirer la clé une fois le pêne déverrouillé. On est donc obligé de refermer la porte pour la récupérer, comme à l'hôtel Fassanenhaus.
Cette clé a été inventée par le serrurier berlinois Johannes Schweiger et produite par la société Albert Kerfin & Co à partir de 1912. Aujourd'hui ce type de serrure tend à disparaître ; il reste cependant un souvenir très apprécié des Berlinois.